# Кардона, Серхи
Се́рхи Кардо́на Берму́дес (исп. Sergi Cardona Bermúdez; 8 июля 1999, Льорет-де-Мар, Испания) — испанский футболист, защитник клуба «Вильярреал».

## Клубная карьера
30 мая 2021 года Кардона дебютировал за основную команду «Лас-Пальмаса» в матче Сегунды против клуба «Логроньес».